# Tetragnatha lepida
Tetragnatha lepida este o specie de păianjeni din genul Tetragnatha, familia Tetragnathidae, descrisă de Rainbow, 1916.
Este endemică în Queensland. Conform Catalogue of Life specia Tetragnatha lepida nu are subspecii cunoscute.